# August
«August» (укр. Серпень) — пісня американської співачки Тейлор Свіфт з восьмого студійного альбому Folklore, що вийшов 2020 року. Композиція була написана Свіфт спільно з Джеком Антоноффом за участю Джо Алвіна як продюсера. Вона розповідає про історію підліткового кохання оповідачки, яка опинилася в любовному трикутнику з іншими персонажами альбому.
Композиція отримала захоплені відгуки від музичних критиків та стала популярною на стрімінгових сервісах. Вона увійшла до саундтреку серіалу «Літо, коли я погарнішала», а також до концертних фільмів Taylor Swift: The Eras Tour та Folklore: The Long Pond Studio Sessions.

## Історія пісні та вихід
У 2020 році під час пандемії COVID-19 Тейлор Свіфт перенесла концерти свого фестивального туру The Lover Fest, згодом повністю скасувавши тур через ризик небезпеки захворювання. За час тривалої самоізоляції вона посвятила себе написанню музики, дистанційно працюючи з Джеком Антоноффом та Аароном Десснером, а також разом з її тодішнім хлопцем, британським актором Джо Алвіном. Свіфт зробила у себе вдома студію для запису та тримала процес створення альбому у таємниці, розповівши про нього своєму лейблу Republic Records лише за тиждень до виходу. Так її першою «пандемійною роботою» став альбом Foklore, який вона неочікувано анонсувала за 17 годин до релізу. 24 липня 2020 року альбом Folklore вийшов на музичних платформах, а «August» став восьмою піснею на альбомі.
У вересні 2020 року Свіфт вперше за час пандемії зустрілася с Джеком Антоноффом та Аароном Десснером для запису фільму Folklore: The Long Pond Studio Sessions, де вони виконали усі пісні з альбому, обговорювали процес його створення та окремо кожну пісню.

## Композиція та текст
«August» про дівчину, з якою Джеймс провів літо. Тому вона виглядає як погана дівчина, але насправді це не так. Вона дуже чутлива людина, яка дійсно була в нього закохана. <...> І вона хоче донести до нього, що їй байдуже, але це не так, вона думала, що в них було щось справжнє. І потім він повертається до Бетті. Тому ідея, що це злодійка, мов вона забрала твого коханого, це насправді просто вигадка, тому що на ділі зазвичай все не так. Бо в кожного є почуття, всі хочуть бути помічені та кохані. Як у випадку Августини, бо кохання це все, ще вона хотіла.
Тейлор Свіфт написала «August» як частину любовного трикутника на альбомі: разом з піснями «Cardigan», яка розповідає історію від імені Бетті, та «Betty» від імені Джеймса, в той час, як «August» від імені Августини. Це була перша пісня з «любовного трикутника», яку написала Свіфт. В цій історії вона зустрічалася з Джеймсом після того, як Бетті та Джеймс розійшлись, але стосунки Джеймса та Августини не були довгими, бо Джеймс не втратив свої почуття до Бетті. Рядок «Чи ти мені подзвониш, коли повернешся до школи?» вказує на юний вік дівчини, а рядки «Занадто сильно, щоб називати це літнім коханням, щоб говорити „ми”, бо ти не був моїм, щоб тебе втрачати» — на недовгу тривалість цих стосунків та розуміння оповідачки, що її коханий їй не належав.
В той час, як імена оповідачів пісень «Cardigan» та «Betty» були чітко названі в інших піснях, ім'я Августини було дано самою співачкою лише у фільмі Folklore: The Long Pond Studio Sessions. Нейт Джонс зазначив, що той факт, що її ім'я не згадувалося, є яскравою ознакою того, «якою незначною була Августина для свого коханця». Свіфт розповіла, що згодом після літнього роману Джеймс та Бетті повертаються один до одного, в той час, як оповідачка «August» залишилась з сумними згадками про кохання, яке з нею відбулося.
Рядки «Тоді, коли ми все ще змінювалися на краще, бажання було достатньо, для мене його було достатньо, щоб жити надією на все це. Я скасувала усі плани лише на випадок, якщо ти мені подзвониш і скажеш: „Зустрінь мене за торговельним центром”» стали основою для одного з особливих видань альбому Folkore під назвою «Meet Me Behind The Mall» (укр. Зустрінь мене за торговельним центром), саме воно стало ексклюзивом для мережі магазинів Target.
В порівнянні із загальним звучанням альбому Folklore, на думку Аарона Десснера «August» серед них демонструє найбільшу схожість до попмузики. Композиція являє собою поєднання дрим-поп та фолк-поп музики з баладою під супроводження гітари, саксофону, синтезатора та флейти. Пісня застосовує реверберацію голосу, а також містить в собі оркестрове звучання наприкінці.

## Живі концерти
Перший виступ з піснею стався на 63-й церемонії «Ґреммі», де Тейлор виконала попурі пісень «Cardigan», «August» та «Willow» разом з Джеком Антоноффом та Аароном Десснером. Виступ отримав змішані відгуки від видань. Журнали Billboard та Rolling Stone порівняли виступ на «Ґреммі» за атмосферою з «Володарем перснів». Роб Шеффілд з Rolling Stone назвав виступ Свіфт найкращим моментом на церемонії. Водночас Том Брейхан з Stereogum написав, що хоч йому і подобаються пісні, вони значно краще звучали у виступі під час Folklore: Long Pond Studio: Session, а також негативно оцінив застосовані декорації. Ліндсі Золладз в статті The New York Times зазначила, що занадто велика кількість декорацій «відвертала увагу від потужних пісень», які виконувала Свіфт. «August» ввійшла в постійний сетлист The Eras Tour в рамках частини з піснями альбому Folklore, де виконання пісні позбулося застосування декорацій. Імаан Ялалі з LAexcites.com назвав виконання пісні під час туру «сюрреалістично душевним», а Кріс Віллман з Variety описав виступ так, «ніби Свіфт на мить залишила стадіон і забрела у величезне помаранчево-блакитне поле зі світлячками», зазначивши, що виконання було чудовим.

## Визнання та рецензії
Пісня «August» є частиною альбому Folklore, який отримав премію «Ґреммі» за найкращий альбом року. Вона отримала тепле прийняття критиків та видань: Роберт Шеффілд з журналу Rolling Stone назвав «August» найкращою піснею альбому та поставив на 5 місце серед найкращих пісень 2020 року, Еллен Джонсон з музичного видання Paste назвала її одною з найкращих у дискографії Свіфт та позитивно оцінила гру слів, яку використовує співачка у композиції. «August» ще неодноразово входила до списків найкращих пісень 2020 року: Едвін Ортіс з видання Complex поставив пісню на друге місце, Келлі Альгрім з The Insider — на перше, написавши, що вона є втіленням того, чому «спроба Свіфт увірватися в альтернативний фолк-поп була для неї такою бажаною». Вона також увійшла до аналогічних списків Chicago Tribune та Yahoo без розподілення по місцях. Ілана Каплан з iNews назвала її улюбленою в шанувальників Тейлор. Люсі Герброн з журналу Clash назвала «August» своєю улюбленою піснею співачки, вона висловила захоплення її умінням передавати почуття в цій пісні, одночасно залишаючи її «найлегшою» на альбомі. Стрімінговий сервіс Spotify випустив рекламний ролик, де від імені слухача подякував Тейлор за «August», бо вона допомогла йому пережити часи пандемії.

## Комерційний успіх
З виходом альбому Folklore пісня «August» ввійшла у велику кількість чартів по всьому світу. В США за результатами першого тижня всі 16 композицій стандартної версії альбому ввійшли в чарт Billboard Hot 100, де «August» посіла 23 місце, а також зайняла 5 місце у чарті Hot Rock & Alternative Songs, в якому вона пробула 20 тижнів. В той час пісня ввійшла до 20 найкращих пісень таких країн, як Малайзія (11), Сінгапур (12), Австралія (13) та Канада (16). У 2022 році пісня отримала популярність на відеохостингах, де її використовували в коротких відео, присвячених літньому часу, а також стала саундтреком для серіалу «Літо, коли я погарнішала», що поліпшило її загальні продажі. Вона також посіла перше місце по пошуках текстів пісень у всьому світі. За 2022 рік «August» з'явилася в чартах таких країн, як Філіппіни (7), Індонезія (17) та В'єтнам (85), а також досягла нових позицій в чартах Ірландії (38) та Великої Британії (78). У 2023 році пісня зайняла 46 стрічку у всесвітньому чарті Billboard[⇨].       
В перший день після свого виходу «August» ввійшла до десятки найкращих пісень всесвітнього чарту Spotify за 24 липня 2020 року, посівши 9 місце та набравши більше, ніж 5 млн прослуховувань на платформі. В серпні 2022 року прослуховування пісні тільки в США зросли на 277%. Того ж року видання Billboard порівняло зріст прослуховувань пісні під час серпня з ефектом хіта Мераї Кері «All I Want for Christmas Is You» під час різдвяного сезону, оцінивши її як ту, що буде робити це багато років. В серпні 2023 року пісня поліпшила свій власний рекорд, вже зайнявши 4 стрічку всесвітнього чарту. Станом на березень 2024 року пісня отримала більше мільярда прослуховувань на стрімінговому сервісі.

## Чарти
| Чарт (2020–2021)                 | Найвища позиція |
| -------------------------------- | --------------- |
| Австралія (ARIA)                 | 13              |
| Канада (Canadian Hot 100)        | 19              |
| Малайзія (RIM)                   | 11              |
| Португалія (AFP)                 | 94              |
| Сингапур (RIAS)                  | 12              |
| Швеція (Sverigetopplistan)       | 9               |
| США (Billboard Hot 100)          | 23              |
| США (Hot Rock Songs) (Billboard) | 5               |
| США (Rolling Stone Top 100)      | 8               |

| Чарт (2022–2023)                          | Найвища позиція |
| ----------------------------------------- | --------------- |
| Billboard Global 200                      | 46              |
| Всесвітній чарт (IFPI)                    | 76              |
| Індонезія (Billboard)                     | 17              |
| Ірландія (IRMA)                           | 38              |
| Малайзія (Billboard)                      | 14              |
| Філіппіни (Billboard)                     | 7               |
| Португалія (AFP)                          | 171             |
| Велика Британія (Official Charts Company) | 78              |
| США Digital Songs (Billboard)             | 48              |
| США Streaming Songs (Billboard)           | 47              |
| В'єтнам (Vietnam Hot 100)                 | 85              |

## Сертифікації
| Регіон | Сертифікація  | Продажі   |
| --- | ------------- | --------- |
| Австралія (ARIA) | 4× Платиновий | 280 000   |
| Бразилія (ABPD) | 2× Платиновий | 80 000    |
| Велика Британія (BPI)                                                                                                  | Платиновий    | 600 000   |
| Нова Зеландія (RIANZ)                                                                                                  | Платиновий    | 30 000    |
| Португалія (AFP) | Золотий       | 5000      |
| Польща (ZPAV) | Золотий       | 25 000    |
| Стримінг |               |           |
| Греція (IFPI Greece)                                                                                                   | Золотий       | 1 000 000 |
| продажі+прослуховування, що базуються лише на сертифікаціях · лише прослуховування, що базуються лише на сертифікаціях |               |           |